# Hamptjärnen (Vännäs socken, Västerbotten)
Hamptjärnen är en sjö i Vännäs kommun i Västerbotten och ingår i Umeälvens huvudavrinningsområde.